# بوبي آرثر
بوبي آرثر (بالإنجليزية: Bobby Arthur) مواليد 27 يوليو 1945 في كوفنتري، هو ملاكم محترف بريطاني سابق صنّف ضمن فئة وزن الوسط.

## إحصائيات
خاض خلال مسيرته 41 نزالا، فاز في 26 ولم يتعادل وخسر في 15. فاز بالضربة القاضية في 6 نزالات.

## روابط خارجية
- بوبي آرثر على موقع بوكس ريك (الإنجليزية) (registration required)